# Ma'adan
Ma'adan (tiếng Ả Rập: معدان) là một thị trấn của Syria ở huyện Raqqa, Raqqa. Theo Cục Thống kê Trung ương Syria (CBS), Ma'adan có dân số 8.663 trong cuộc điều tra dân số năm 2004.

## Nội chiến Syria
Ma'adan bị lực lượng phiến quân bắt giữ trong chiến dịch Raqqa (20121313) trong cuộc Nội chiến Syria. ISIL, người đã tham gia vào cuộc chiến chống lại các lực lượng chính phủ Syria ở vùng Raqqa, đã giành quyền kiểm soát khu vực, bao gồm Ma'adan, từ các lực lượng phiến quân khác vào tháng 1 năm 2014.. Ba năm rưỡi sau, mặc dù thị trấn vẫn nằm dưới sự kiểm soát của ISIL, vị trí của ISIL trong Nội chiến Syria đã xuống cấp nghiêm trọng đến mức có nguy cơ mất toàn bộ chính quyền Raqqa. Ma'adan trở thành một thành trì quan trọng được sử dụng bởi tổ chức này trong chiến dịch Trung Syria (2017). Các lực lượng chính phủ Syria đã gặp phải sự kháng cự đáng kể tại Ma'adan khi họ cố gắng tiến vào thị trấn vào giữa tháng 8, và do đó đã bỏ qua thị trấn trong cách tiếp cận Deir ez Zor. Tuy nhiên, vào ngày 24 tháng 8, lực lượng ISIL đã phát động một chiến dịch quy mô lớn ở phía tây Ma'adan dọc theo bờ phía tây của Euphrates, bắt giữ bảy ngôi làng từ Quân đội Syria và các chiến binh bộ lạc đồng minh. Nhìn chung, các lực lượng chính phủ đã bị đẩy lùi 30 km từ vùng ngoại ô phía tây Ma'adan. Gần một tháng sau, vào ngày 23 tháng 9 năm 2017, Ma'adan đã được giải phóng bởi Lực lượng Tiger của chính phủ Syria trong cuộc tấn công của họ từ phía đông nam. Điều này đã loại bỏ lãnh thổ cuối cùng của ISIL ở bờ phía tây của Euphrates, phía bắc Deir ez-Zor.